# Oblast Woronesch
Koordinaten: 50° 51′ N, 40° 36′ O
Die Oblast Woronesch (russisch Воронежская Область/ Woroneschskaja Oblast) entstand 1934 und liegt im südwestlichen Russland, rund 500 bis 600 km südlich von Moskau. Verwaltungszentrum ist die Stadt Woronesch. Die Oblast grenzt an die russischen Oblaste Belgorod, Kursk, Lipezk, Tambow, Saratow, Wolgograd und Rostow sowie im Südwesten an die Oblast Luhansk in der Ukraine.

## Naturraum
Die Oblast Woronesch liegt im Zentrum der Osteuropäischen Ebene, nördlich des Donezbeckens. Im Westen des Gebiets erstreckt sich der Mittelrussische Landrücken, im Osten – die Oka-Don-Ebene und der Kalatscher Höhenzug. Der nördliche Teil des Gebiets liegt in der Waldsteppenzone, der südliche – in der Steppenzone mit vorherrschenden Schwarzerdeböden. Auf dem Territorium dieses Gebiets gibt es 738 Seen, dort fließen 1343 Flüsse und Bäche, die über 10 Kilometer lang sind. Der wichtigste Fluss ist der Don, der die Oblast in nord-südlicher Richtung durchfließt. Auf 530 seiner 1870 Kilometer Gesamtlänge fließt er durch das Gebiet Woronesch. Der zweitwichtigste Fluss ist der Woronesch. Etwa 10 Prozent des Territoriums sind mit Wäldern bedeckt, wobei die Laubwälder dominieren, darunter besonders Eichen, Eschen, Ahorne, Linden.
Auf dem Territorium der Oblast befinden sich zwei staatliche Naturschutzgebiete, das Woronescher Biosphärenaturschutzgebiet und das Choperskij Naturschutzgebiet, mit einer Gesamtfläche von 35.000 Hektar.
Klimatisch liegt die Oblast in der Zone des gemäßigten kontinentalen Klimas. Im Winter liegt die Durchschnittstemperatur bei −9 °C, bei einer vorwiegend trüben Wetterlage. Die Mittelwerte im Juli liegen bei +21 °C, es dominiert trockenes, heiteres Wetter bei nicht selten vorherrschender Windstille. Die Vegetationsperiode dauert zwischen 185 (im Norden) und 200 Tagen (im Süden). Die jährlichen Niederschlagsmengen belaufen sich im Schnitt auf 500 mm pro Quadratmeter.

## Wirtschaft
Das Gebiet verfügt über Bodenschätze, darunter Kupfer, Nickel, Titan und Phosphorit.

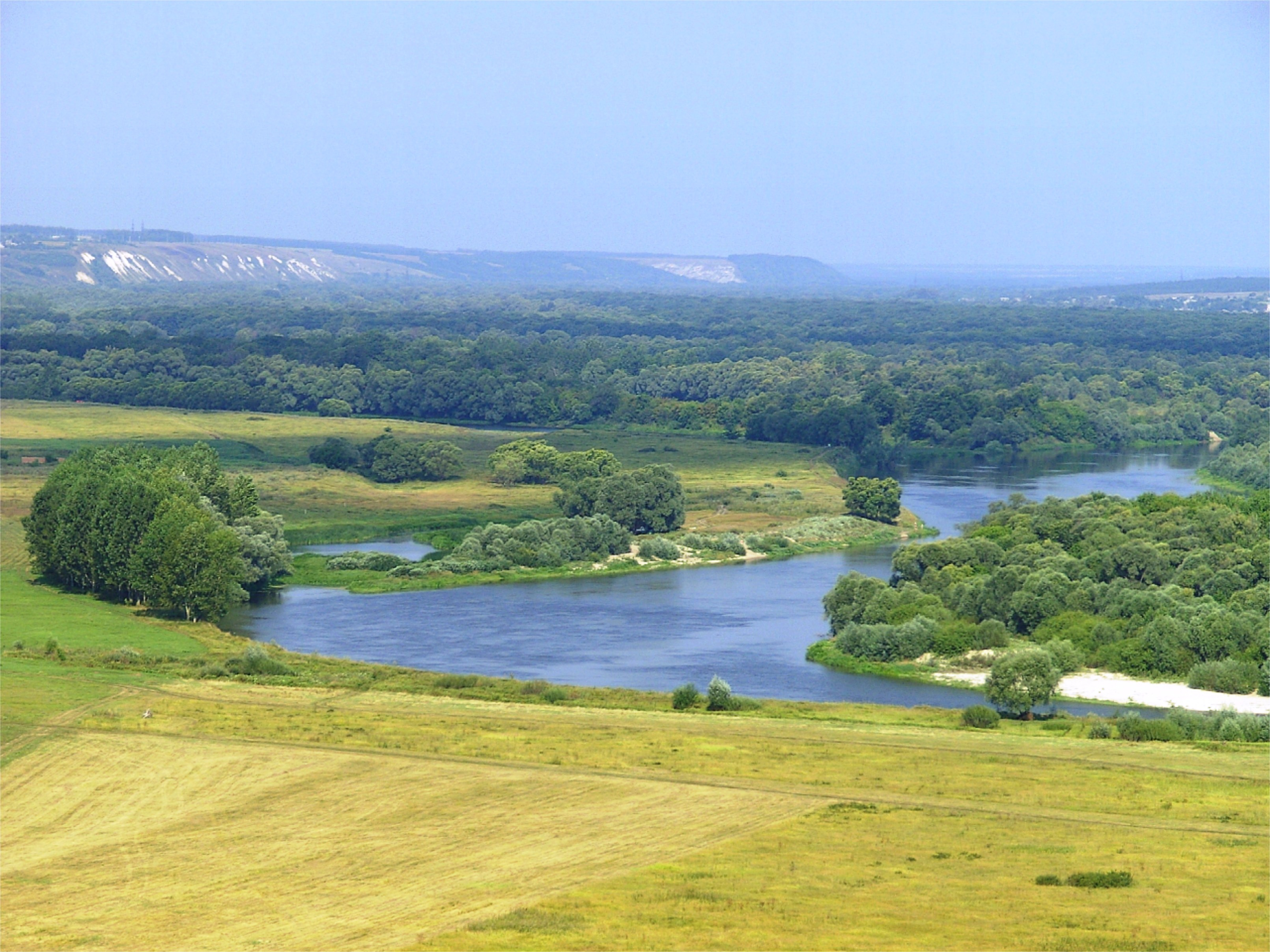
Der Don in der Oblast Woronesch

Die Industrie erbringt als führender Wirtschaftszweig ein Viertel des regionalen Bruttosozialprodukts, dort sind 22 Prozent der berufstätigen Bevölkerung beschäftigt. In der Oblast befinden sich 5450 Industrieunternehmen, von diesen gehören etwa 300 zu den großen und mittleren Unternehmen. Zu den wichtigsten Wirtschaftszweigen zählen der Flugzeugbau (Langstreckenflugzeuge wie z. B. IL-96, Regionalstreckenflugzeuge wie z. B. AN-148) sowie die chemische und lebensmittelverarbeitende Industrie. Die fruchtbaren Schwarzerdeböden ermöglichen intensive Landwirtschaft. Die Oblast verfügt über 3.812.600 Hektar landwirtschaftlich nutzbarer Flächen, darunter 2.916.000 Hektar Ackerböden. Angebaut werden Getreide, Zuckerrüben und Sonnenblumen, daneben besteht Obstbau und es wird Viehzucht betrieben.
Die Oblast Woronesch ist aufgrund seiner geographischen Lage ein wichtiger Transport- und Logistikknoten im südlichen Zentralrussland.

## Geschichte

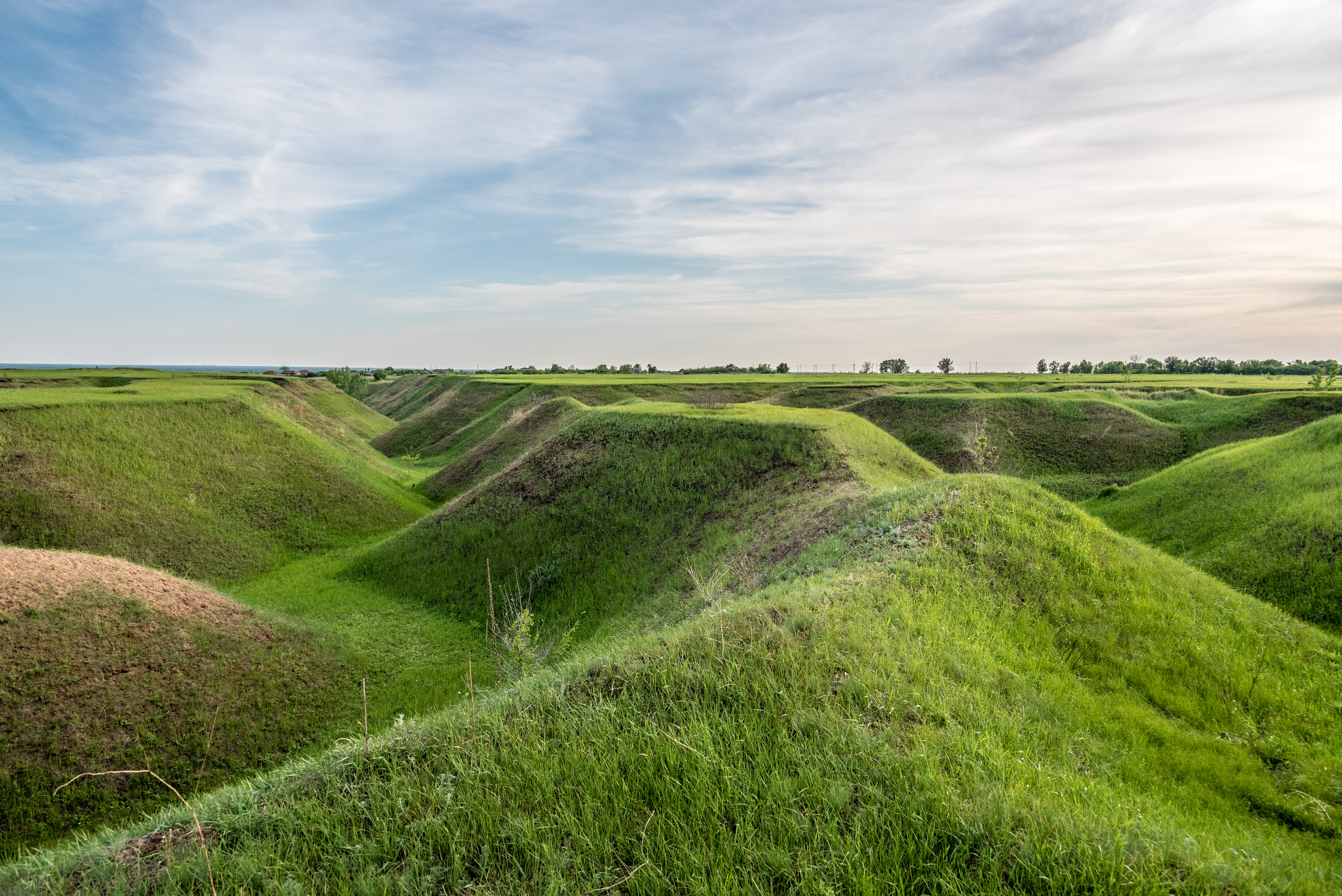
Oblast Woronesch

Das Territorium der Oblast Woronesch wurde seit dem Paläolithikum von Menschen besiedelt. In der Antike und im Frühmittelalter lebten hier unter anderem Skythen, Petschenegen oder Chasaren. Seit 1240 befand sich das Gebiet im Einflussbereich der Goldenen Horde. Nach dem Zerfall der Horde fiel das Gebiet an einen Splitterstaat der Goldenen Horde, das Krimkhanat, das zusammen mit der Nogaier-Horde weite Teile der Steppe beherrschte und regelmäßige Raubzüge nach Russland unternahm, bei denen viele Sklaven genommen wurden. Nach der allmählichen Zurückdrängung der Krimtataren und der weiteren Konsolidierung des Moskauer Großfürstentums im 16. Jahrhundert wurde das Gebiet Teil des Russischen Zarentums, das hier zunächst Grenzfestungen gegen die Krimtataren errichtete. Von 1708 bis 1725 gehörte das Gebiet zum Gouvernement Asow. 1711 wurde Woronesch Hauptstadt dieses Gouvernements, das 1725 in Gouvernement Woronesch umbenannt wurde. Durch den Bau von Eisenbahnstrecken in den 1860er bis 1870er Jahren hielt in dem Territorium die Industrialisierung Einzug. Am 14. Mai 1928 wurde die Region in die neue Zentrale Schwarzerdeoblast eingegliedert. 
Die Oblast Woronesch wurde am 13. Juni 1934 innerhalb der Russischen SFSR gebildet. Sie entstand zusammen mit der Oblast Kursk bei der Aufteilung der Zentralen Schwarzerdeoblast. Am 26. September 1937 wurde ein Teil des Gebiets zur Bildung der Oblast Rjasan ausgegliedert. Am 27. September 1937 wurden weitere Teile zur Bildung der Oblast Tambow und der Oblast Orjol abgetrennt. Am 4. Februar 1939 wurde ein Teil an die Oblast Tambow abgegeben.
Im Zweiten Weltkrieg wurde 1942 ein Teil des Gebietes von den Deutschen erobert, die Frontlinie verlief entlang des Flusses Woronesch. Nach heftigen Kämpfen wurde das Gebiet 1943 befreit.
Am 6. Januar 1954 wurden weitere Teile der Oblast zur Bildung der Oblast Belgorod, der Oblast Lipezk, der Oblast Balaschow und der Oblast Kamensk ausgegliedert. Als die Oblast Balaschow und die Oblast Kamensk am 19. November 1957 aufgelöst wurden, kamen die Gebiete zurück zur Oblast Woronesch.
Bei der Schaffung der Föderationskreise 2000 wurde die Oblast Kursk dem Föderationskreis Zentralrussland unterstellt.
Am 24. August 2024 wurde bekannt, dass beim Russisch-Ukrainischen Krieg ein Feldmunitionsdepot mit rund 5.000 Tonnen Munition nahe der Siedlung Ostrogosk in der Region Woronesch durch einen Drohnenangriff in Brand geriet.

## Bevölkerung
Bei den letzten russischen Volkszählungen in den Jahren 2010 und 2021 betrug die Einwohnerzahl 2.335.380 respektive 2.308.792 Bewohner. Somit sank die Einwohnerzahl in diesen elf Jahren um 26.588 Personen (−1,13 %). In Städten wohnten 2021 1.580.511 Menschen. Dies entspricht 68,45 % der Bevölkerung (in Russland 74,78 %). Die Verteilung der verschiedenen Volksgruppen sah folgendermaßen aus:
| Nationalität    | VZ 1989   | Prozent | VZ 2002   | Prozent | VZ 2010   | Prozent | VZ 2021   | Prozent |
| --------------- | --------- | ------- | --------- | ------- | --------- | ------- | --------- | ------- |
| Russen          | 2.304.620 | 93,43   | 2.239.524 | 94,14   | 2.124.587 | 90,97   | 2.081.246 | 90,14   |
| Ukrainer        | 122.622   | 4,97    | 73.716    | 3,10    | 43.054    | 1,84    | 13.260    | 0,57    |
| Armenier        | 1.865     | 0,08    | 8.813     | 0,37    | 10.369    | 0,44    | 10.908    | 0,47    |
| Zigane          | 3.953     | 0,16    | 4.779     | 0,20    | 5.153     | 0,22    | 5.197     | 0,22    |
| Aserbaidschaner | 3.167     | 0,13    | 4.177     | 0,18    | 5.085     | 0,22    | 4.155     | 0,17    |
| Türken          | 20        | 0,00    | 3.436     | 0,14    | 4.210     | 0,18    | 3.248     | 0,14    |
| Tataren         | 1.860     | 0,08    | 3.486     | 0,15    | 3.340     | 0,14    | 2.095     | 0,09    |
| Belarussen      | 6.333     | 0,26    | 5.013     | 0,21    | 3.261     | 0,14    | 1.245     | 0,05    |
| Moldawier       | 1.206     | 0,05    | 1.400     | 0,06    | 2.273     | 0,10    | 963       | 0,04    |
| Deutsche        | 791       | 0,03    | 1.958     | 0,08    | 1.431     | 0,06    | 675       | 0,03    |
| Juden           | 3.847     | 0,16    | 1.475     | 0,06    | 910       | 0,04    | 453       | 0,02    |
| Einwohner       | 2.466.661 | 100,00  | 2.378.803 | 100,00  | 2.335.380 | 100,00  | 2.308.792 | 100,00  |

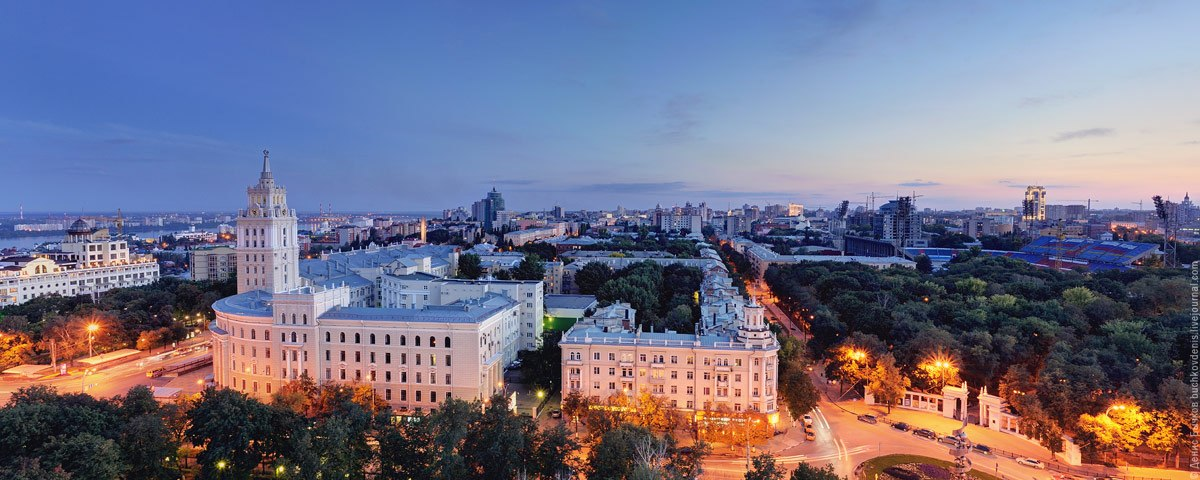
Woronesch

Anmerkung: die Anteile beziehen sich auf Gesamtzahl der Einwohner. Also mitsamt dem Personenkreis, der keine Angaben zu seiner ethnischen Zugehörigkeit gemacht hat (2002 11.857 Personen, 2010 110.749 Personen und 2021 132.763 Personen)
Die Ergebnisse des letzten Zensus 2021 sind umstritten, nach Umfragen des Lewada-Zentrums hat fast die Hälfte der Bewohner Russlands nicht an der Befragung teilgenommen, obwohl Rosstat eine Beteiligung von 99 % vermeldete. Es ist davon auszugehen, dass die immer größer werdende Gruppe derer, die keine Angaben zur ethnischen Zugehörigkeit gemacht hat, ethnisch etwa gleich zusammengesetzt ist wie die Gruppe derer, die Angaben gemacht haben. Die Bevölkerung des Gebiets besteht heute fast gänzlich aus Russen (1939: 3.113.269 von 3.551.329 Einwohnern = 87,66 %). Weitere historisch oder seit der Frühzeit der Sowjetunion dort siedelnde größere Volksgruppen sind die Ukrainer (1939: 402.710 Personen), Juden (1939: 11.105), Russlanddeutsche (1939: 5.361) und Belarussen (1939: 4.381). Nach dem Zweiten Weltkrieg kamen zahlreiche Personen aus anderen Regionen der Sowjetunion hinzu. Aus dem Nordkaukasus, Transkaukasus, Anatolien und Zentralasien dagegen sind seit 1945 mehrere zehntausend Menschen zugewandert. Nebst den oben aufgeführten Nationalitäten auch viele Usbeken (1959: 83; 2021: 3.707 Personen), Tadschiken (1970: 276; 2021: 4.678), Georgier (1959: 399; 2021: 1.045), Tschetschenen (1970: 76; 2021: 1.061) und Osseten (1959: 93; 2010: 764, 2021: 383).
Die Ukrainer waren lange die einzige nennenswerte ethnische Minderheit in der Oblast Woronesch. Ihre Zahl – wie auch jene der Belarussen und Juden – sinkt (wie in ganz Russland) allerdings stark. Der Rückgang wird aber nicht auf Migration, sondern auf eine Reihe von Faktoren, insbesondere einer zunehmenden Assimilation zurückgeführt.

## Verwaltungsgliederung und größte Städte
Die Oblast Woronesch gliedert sich in 31 Rajons und 3 Stadtkreise, die von der mit Abstand größten Stadt Woronesch sowie Borissoglebsk und Nowoworonesch gebildet werden. Weitere größere Städte sind Rossosch und Liski (in der Sowjetunion Georgiu-Desch nach Gheorghiu-Dej). 63,5 Prozent der Bevölkerung lebt in den 15 Städten und 17 Siedlungen städtischen Typs, 36,5 Prozent auf dem Land.
| Stadt         | Name         | Einwohner (14. Oktober 2010) |
| ------------- | ------------ | ---------------------------- |
| Woronesch     | Воронеж      | 889.680                      |
| Borissoglebsk | Борисоглебск | 65.585                       |
| Rossosch      | Россошь      | 62.865                       |
| Liski         | Лиски        | 55.864                       |
| Ostrogoschsk  | Острогожск   | 33.842                       |
| Nowoworonesch | Нововоронеж  | 32.635                       |

Siehe auch: Liste der Städte in der Oblast Woronesch

## Bildung und Forschung
Das Hochschulwesen im Gebiet Woronesch umfasst 39 Hochschulen in denen 133.300 Studenten ausgebildet werden. Daneben gibt es über 60 Wissenschafts- und Forschungsinstitute.